# All Those Born with Wings
All Those Born with Wings è un album in studio del sassofonista norvegese Jan Garbarek, pubblicato nel 1987.

## Tracce
1. 1st Piece – 6:09
2. 2nd Piece – 4:51
3. 3rd Piece (in memory of Andrej Tarkovskij) – 7:38
4. 4th Piece – 6:34
5. 5th Piece – 12:54
6. 6th Piece – 5:09